# Teoría de la relación de objeto
La teoría de la relación de objeto o teoría de las relaciones objetales es la escuela teórica del psicoanálisis que se basa en la idea de que el sujeto existe solo en relación con objetos (personas), que pueden ser externos (reales) o internos (imaginarios). Los objetos internos son versiones internalizadas de objetos externos, que durante la infancia dependen en parte de la escenificación en fantasías inconscientes de pulsiones biológicas de origen innato y en parte de las interacciones tempranas con los progenitores reales. Hay tres "afectos" fundamentales que pueden existir ente el self y el otro: apego, frustración y rechazo. Estos afectos son estados universales emocionales que constituyen los elementos mínimos de construcción de la personalidad. La teoría de la relación de objetos fue desarrollada por los psicoanalistas británicos Melanie Klein, Ronald Fairbairn, D.W. Winnicott, Harry Guntrip, y otros.

## Psicoterapia de relación de objeto
Como en la teoría, la psicoterapia de relación de objeto hunde sus raíces en los principios psicoanalíticos. Además no hay solo un tipo, sino que más bien la teoría de relación de objetos es un principio que guía las múltiples formas de la terapia de relación de objetos.
Quizá la diferencia más importante entre la psicoterapia basada en los principios de la teoría de relación de objeto, a la que con frecuencia se considera una forma de terapia psicodinámica, y el psicoanálisis es que el terapeuta no asume un rol pasivo como es tradicional en el psicoanálisis, puesto que la interpretación de la relación de transferencia, que aunque importante, no es un componente central. En lugar de ello, el papel del terapeuta es prestar atención a los modos en los que el paciente proyecta las relaciones de objeto previas en las interacciones con el terapeuta. La mayor parte de las terapias que incorporan la teoría de la relación de objetos conceptualizan de ese modo la terapia como una ayuda para que el paciente resuelva las características patológicas de las relaciones de transferencia a través de la experiencia activa de la relación real entre el terapeuta y el paciente.
Esta re-experimentación de estos aspectos vitales en la relación de objetos tales como la intimidad, el control, la pérdida, la transparencia, la dependencia-autonomía y la confianza, representan la influencia curativa primaria. Aunque puede haber implicada algunas otras interpretaciones y confrontaciones, el "método de trabajo" a través de los componentes patológicos originales del mundo emocional del paciente y los objetos que subsisten en él es la meta terapéutica primaria.
Dos analistas, James F. Masterson y Otto Kernberg, son considerados los pioneros de la terapia de relación de objetos como una propuesta formal separada del psicoanálisis. Aunque los aspectos más técnicos de sus teorías del desarrollo de la personalidad y la psicoterapia difieren significativamente, comparten los aspectos centrales de proporcionar un ambiente de seguridad y cuidados de la relación mientras se resiste el intento inconsciente del paciente de llevar al terapeuta a los mismos patrones de relación que los que constituyen las interacciones dinámicas distorsionadas del paciente con los otros significativos. Un proceso tomado frecuentemente como ejemplo de esto es el modo en el que el terapeuta anima a la independencia y al desarrollo de un sentido del Yo (ego) más autónomo, pero al mismo tiempo alienta el establecimiento de intimidad y confianza (interdependencia en lugar de dependencia o evitación en las relaciones). Esto puede ser una tarea muy difícil en la que el terapeuta debe proporcionar aceptación y validación pero, simultáneamente, poner y mantener límites en la relación así como límites a la conducta del cliente en su papel de objeto "saludable".